# Carlo Gaetano Stampa
Carlo Gaetano Stampa (Milano, 1º novembre 1667 – Milano, 23 dicembre 1742) è stato un cardinale e arcivescovo cattolico italiano.

## Biografia
Carlo Gaetano Stampa nacque a Milano nel 1667 da un'antica e nobile famiglia patrizia della città, figlio del nobile Cristiano Stampa, conte di Montecastello, e di Giustina Borromeo dei conti di Arona, sorella del cardinale Giberto Borromeo. Era cugino di Giuseppe Archinto, Federico Visconti, pronipote di Federigo e San Carlo Borromeo; tutti arcivescovi di Milano suoi predecessori.
Intrapresi gli studi giuridici all'Università di Pavia, il 10 luglio 1698 si laureò in utroque iure e l'anno successivo fu ammesso nel Collegio degli Avvocati di Milano.
Nel 1693 ottenne la nomina ad abate commendatario di Sant'Antonio di Valenza e nel 1703 fu nominato cameriere segreto di Sua Santità con il titolo di monsignore.
Referendario del Supremo tribunale della Segnatura apostolica il 28 maggio 1705, divenne prelato domestico di Sua Santità nel 1705 e successivamente abate commendatario di Sant'Abbondio a Como e di Sant'Ambrogio ad Nemus a Milano.
Vice-legato per la Romagna dal 10 dicembre 1706 sino al 1709 si impegnò a favore della popolazione durante un periodo di carestia; fu in seguito governatore di Spoleto (18 maggio 1709) e di Ancona (19 maggio 1714), città quest'ultima dove rimase in carica sino al 1717, ottenendo un notevole successo con la costruzione di una piccola flotta per contrastare i pirati turchi che insediavano le coste marchigiane dell'epoca.
In ultimo fu abate commendatario di San Silano in Romagnano, prima di conseguire la nomina ad inquisitore generale dell'Isola di Malta (1716-1717), carica che ad ogni modo ricoprì senza formalmente e senza raggiungere la sede preposta.
Il 31 ottobre 1717 venne ordinato sacerdote e venne quindi arcivescovo titolare di Calcedonia il 6 dicembre del 1717, consacrato a Roma presso la chiesa di San Carlo al Corso dei milanesi, il 23 gennaio 1718 dal cardinale Ferdinando d'Adda, coadiuvato da mons. Vincenzo Petra, segretario per la congregazione dei vescovi e dei regolari, e da Pier Luigi Carafa, all'epoca nunzio apostolico a Firenze. Proprio in sostituzione di quest'ultimo, fu nominato in seguito nunzio apostolico a Firenze (29 aprile 1718-12 ottobre 1720) e poi a Venezia (23 settembre 1720-7 maggio 1735). Venne nominato segretario della Congregazione dei vescovi e regolari il 12 dicembre 1734.

### L'arcidiocesi di Milano

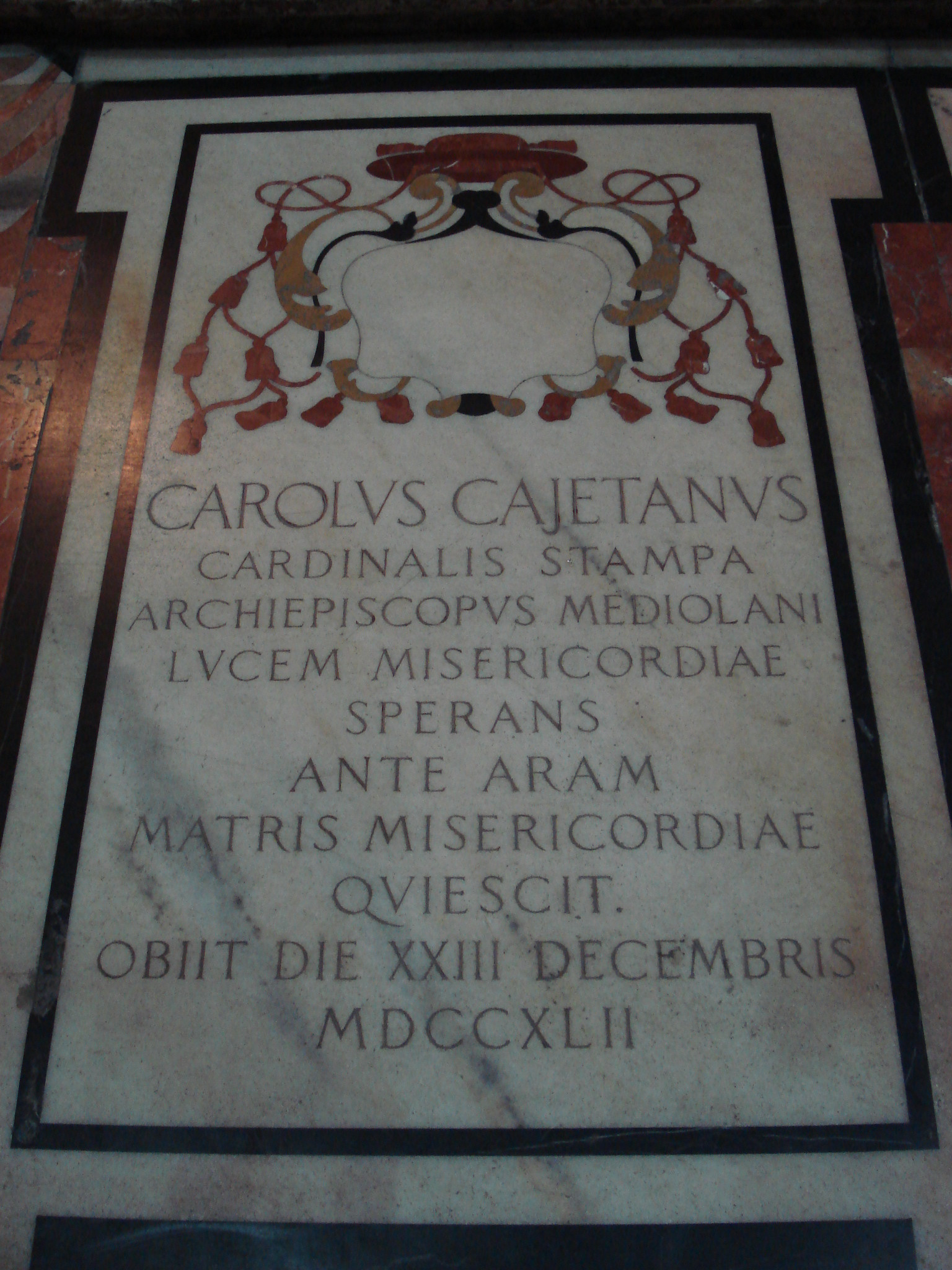
Tomba del cardinale Carlo Gaetano Stampa nel Duomo di Milano.

A seguito delle dimissioni dell'arcivescovo Benedetto Erba Odescalchi, venne inviato a Milano come successore alla cattedra arcivescovile di quella sede, il 6 maggio 1737, ricevendo il pallio il 7 giugno successivo. Ottenne di poter prendere possesso dell'arcidiocesi "per procura" tramite l'arciprete Giovanni Manrique, facendo il proprio ingresso in duomo in forma privata nel luglio dell'anno successivo, ma preferendo ufficializzare il suo ingresso con una grandiosa cerimonia che si svolse il 10 maggio 1739, dopo essere stato consacrato cardinale. A questa imponente cerimonia presero parte molti personaggi illustri della sua epoca che erano stati a lui particolarmente vicini: il granduca Francesco II di Toscana con la moglie, l'arciduchessa Maria Teresa d'Austria (futura imperatrice), e frate Lorenzo Ganganelli (futuro Clemente XIV) che all'epoca ricopriva la carica di prefetto degli studi nel convento milanese di San Francesco.
Papa Clemente XII lo elevò al rango di cardinale nel concistoro del 23 febbraio 1739, ottenendo il titolo dei santi Bonifacio e Alessio, già appartenuto a suo zio Gilberto, il quale venne delegato dal papa a consegnare al nipote la berretta cardinalizia.
Col suo ingresso in diocesi formalizzò l'inizio dei suoi impegni amministrativi, per quanto la sua salute cagionevole gli impedì di svolgere tali compiti come avrebbe voluto. In continuità con la linea tracciata dal suo predecessore, si occupò attivamente del clero, tracciando nuove regole per la vita claustrale, ma non riuscì a compiere fisicamente la visita pastorale prevista per il 1741, compito che affidò ai vicari foranei.
Con l'intento di promuovere una corretta formazione del clero, fondò la tipografia del seminario presso il Collegio Elvetico col fine di riproporre la pubblicazione di antichi scritti per il rito ambrosiano e studi religiosi, affidandolo ad una commissione di eruditi sacerdoti milanesi di nomina arcivescovile. Con una serie di editti nel 1740, propose una regolamentazione della pietà popolare, bloccando a suo parere alcuni aspetti del culto del popolo che apparivano profani e che pure erano venerati come regolari attraverso immagini sacre dipinte o esposti nelle case e nelle botteghe milanesi. Dopo la positiva esperienza della visita pastorale affidata ai vicari foranei, ne riattivò a pieno le funzioni nel 1742.
Interessato alla poesia ed alla letteratura, venne accolto nell'accademia dell'Arcadia col nome di Matusio.
Morì a Milano il 23 dicembre 1742 a seguito di un'infezione cardiopolmonare che lo colse a seguito di colpo di freddo durante una messa celebrata in duomo. I suoi funerali solenni si svolsero il 21 gennaio successivo e venne sepolto nel transetto settentrionale della cattedrale milanese, ma il suo cuore venne invece traslato nella chiesa parrocchiale di Tromello, in provincia di Pavia, sotto l'altare dedicato alla Madonna della Donzellina, venerata dai tromellesi.

## Genealogia episcopale e successione apostolica
La genealogia episcopale è:
- Arcivescovo Dominic Maguire, O.P.
- Cardinale Ferdinando d'Adda
- Cardinale Carlo Gaetano Stampa

La successione apostolica è:
- Vescovo Nikola Tomašić (1722)

## Araldica
| Stemma | Descrizione                                                                                   | Blasonatura |
|        | Carlo Gaetano Stampa Cardinale presbitero dei Santi Bonifacio e Alessio Arcivescovo di Milano | Inquartato, al 1° e 4° d'oro, all'aquila di nero, coronata del campo, al 2° e 3° partito di nero e d'argento, al mastio merlato di due pezzi, dall'uno all'altro e dell'uno nell'altro. Lo scudo, accollato a una croce astile patriarcale d'oro, posta in palo, è timbrato da un cappello con cordoni e nappe di rosso. Le nappe, in numero di trenta, sono disposte quindici per parte, in cinque ordini di 1, 2, 3, 4, 5. |

## Albero genealogico
|                                                  |                                            |                                              | Genitori                             |  |  | Nonni |  |  | Bisnonni                                    |  |  | Trisnonni                                       |  |
|                                                  |                                            |                                              |                                      |  |  |       |  |  | Cristiano Stampa, I barone di Montecastello |  |  | Massimiliano II Stampa, III marchese di Soncino |  |
|                                                  |                                            |                                              |                                      |  |  |       |  |  | Cristiano Stampa, I barone di Montecastello |  |  | Massimiliano II Stampa, III marchese di Soncino |  |
|                                                  |                                            | Marianna de Leyva                            |                                      |  |  |       |  |  | Cristiano Stampa, I barone di Montecastello |  |  |                                                 |  |
| Guido Antonio Stampa, II barone di Montecastello |                                            |                                              |                                      |  |  |       |  |  | Cristiano Stampa, I barone di Montecastello |  |  |                                                 |  |
|                                                  |                                            | Francesca Guasco                             | Guarnerio Guasco, signore di Solero  |  |  |       |  |  |                                             |  |  |                                                 |  |
|                                                  |                                            | Francesca Guasco                             | Guarnerio Guasco, signore di Solero  |  |  |       |  |  |                                             |  |  |                                                 |  |
|                                                  |                                            | Francesca Guasco                             | Maddalena Doria                      |  |  |       |  |  |                                             |  |  |                                                 |  |
| Cristiano Stampa                                 |                                            | Francesca Guasco                             |                                      |  |  |       |  |  |                                             |  |  |                                                 |  |
|                                                  |                                            | Uberto Pirovano                              | …                                    |  |  |       |  |  |                                             |  |  |                                                 |  |
|                                                  |                                            | Uberto Pirovano                              | …                                    |  |  |       |  |  |                                             |  |  |                                                 |  |
|                                                  |                                            | Uberto Pirovano                              | …                                    |  |  |       |  |  |                                             |  |  |                                                 |  |
| Isabella Pirovano                                |                                            | Uberto Pirovano                              |                                      |  |  |       |  |  |                                             |  |  |                                                 |  |
|                                                  |                                            | Caterina Anguissola                          | Federico Anguissola, conte di Corano |  |  |       |  |  |                                             |  |  |                                                 |  |
|                                                  |                                            | Caterina Anguissola                          | Federico Anguissola, conte di Corano |  |  |       |  |  |                                             |  |  |                                                 |  |
|                                                  |                                            | Caterina Anguissola                          | Lucrezia Capra                       |  |  |       |  |  |                                             |  |  |                                                 |  |
| Carlo Gaetano Stampa                             |                                            | Caterina Anguissola                          |                                      |  |  |       |  |  |                                             |  |  |                                                 |  |
|                                                  | Carlo III Borromeo, III marchese di Angera | Renato I Borromeo, II marchese di Angera     |                                      |  |  |       |  |  |                                             |  |  |                                                 |  |
|                                                  | Carlo III Borromeo, III marchese di Angera | Renato I Borromeo, II marchese di Angera     |                                      |  |  |       |  |  |                                             |  |  |                                                 |  |
|                                                  | Carlo III Borromeo, III marchese di Angera | Ersilia Farnese                              |                                      |  |  |       |  |  |                                             |  |  |                                                 |  |
| Renato II Borromeo, IV marchese di Angera        | Carlo III Borromeo, III marchese di Angera |                                              |                                      |  |  |       |  |  |                                             |  |  |                                                 |  |
|                                                  |                                            | Isabella d'Adda                              | Ercole d'Adda                        |  |  |       |  |  |                                             |  |  |                                                 |  |
|                                                  |                                            | Isabella d'Adda                              | Ercole d'Adda                        |  |  |       |  |  |                                             |  |  |                                                 |  |
|                                                  |                                            | Isabella d'Adda                              | Margherita d'Adda                    |  |  |       |  |  |                                             |  |  |                                                 |  |
| Giustina Borromeo                                |                                            | Isabella d'Adda                              |                                      |  |  |       |  |  |                                             |  |  |                                                 |  |
|                                                  |                                            | Bartolomeo III Arese, conte di Castel Lambro | Giulio Arese, conte di Castel Lambro |  |  |       |  |  |                                             |  |  |                                                 |  |
|                                                  |                                            | Bartolomeo III Arese, conte di Castel Lambro | Giulio Arese, conte di Castel Lambro |  |  |       |  |  |                                             |  |  |                                                 |  |
|                                                  |                                            | Bartolomeo III Arese, conte di Castel Lambro | Margherita Legnani                   |  |  |       |  |  |                                             |  |  |                                                 |  |
| Giulia Arese                                     |                                            | Bartolomeo III Arese, conte di Castel Lambro |                                      |  |  |       |  |  |                                             |  |  |                                                 |  |
|                                                  |                                            | Lucrezia Omodei                              | Carlo Omodei, marchese di Piovera    |  |  |       |  |  |                                             |  |  |                                                 |  |
|                                                  |                                            | Lucrezia Omodei                              | Carlo Omodei, marchese di Piovera    |  |  |       |  |  |                                             |  |  |                                                 |  |
|                                                  |                                            | Lucrezia Omodei                              | Beatrice Lurani                      |  |  |       |  |  |                                             |  |  |                                                 |  |
|                                                  |                                            | Lucrezia Omodei                              |                                      |  |  |       |  |  |                                             |  |  |                                                 |  |